# Kung Fu Panda (soundtrack)
Kung Fu Panda is de originele soundtrack van de film met dezelfde titel, gecomponeerd door Hans Zimmer en John Powell. Het album werd uitgebracht op 3 juni 2008 door Interscope Records.
De filmmuziek werd uitgevoerd in klassieke muziek en traditionele Chinese muziek in combinatie met elektronische muziek. Het orkest werd begeleid door Gavin Greenaway en werd gezongen door het London Voices koor. De opnames vonden plaats in de AIR Lyndhurst Hall in Londen. Tijdens de aftiteling van de film werd het nummer Kung Fu Fighting van Carl Douglas in een nieuwe versie gebruikt, deze versie werd speciaal voor de film opnieuw gezongen door Cee Lo Green en Jack Black. De componisten Henry Jackman en James McKee Smith van de Remote Control Productions studio hebben ook een bijdragen geleverd aan de soundtrack. De bekendste herkenningsmelodieën uit de film zijn de nummers "Panda Po" en "Oogway Ascends". 

## Solisten
- Chris Clad - viool
- Karen han - erhu
- Michael Ripoll - gitaar
- Bruce White - altviool
- Jonathan Williams - cello

## Nummers
| Nr. | Titel                                        | Componist(en)           | Duur |
| --- | -------------------------------------------- | ----------------------- | ---- |
| 1   | Hero                                         | Zimmer, Powell          | 4:41 |
| 2   | Let The Tournament Begin                     | Zimmer, Powell, Jackman | 1:58 |
| 3   | Dragon Warrior Is Among Us                   | Zimmer, Powell          | 7:05 |
| 4   | Tai Lung Escapes                             | Zimmer, Powell          | 7:05 |
| 5   | Peach Tree Of Wisdom                         | Zimmer, Powell          | 1:53 |
| 6   | Accu-Flashback                               | Zimmer, Powell, Jackman | 4:04 |
| 7   | Impersonating Shifu                          | Zimmer, Powell          | 2:17 |
| 8   | Sarcred Pool of Tears                        | Zimmer, Powell, Smith   | 9:50 |
| 9   | Training Po                                  | Zimmer, Powell          | 1:28 |
| 10  | The Bridge                                   | Zimmer, Powell, Smith   | 3:22 |
| 11  | Shifu Faces Tai Long                         | Zimmer, Powell          | 4:46 |
| 12  | The Dragon Scroll                            | Zimmer, Powell          | 2:31 |
| 13  | Po Vs Tai Lung                               | Zimmer, Powell          | 2:40 |
| 14  | Dragon Warrior Rises                         | Zimmer, Powell          | 3:22 |
| 15  | Panda Po                                     | Zimmer, Powell          | 2:39 |
| 16  | Oogway Ascends                               | Zimmer, Powell, Jackman | 2:03 |
| 17  | Kung Fu Fighting - Cee Lo Green & Jack Black | Carl Douglas            | 2:30 |

Er werd  door Interscope Records ook nog een Aziatische editie van het album uitgebracht, met twee bonus tracks.
| 18 | Kung Fu Fighting - Rain           | Douglas | 3:27 |
| 19 | Kung Fu Fighting - Sam Concepcion | Douglas | 2:20 |

## Hitnoteringen

### NPO Klassiek Filmmuziek Top 200
| Kung Fu Panda in de NPO Klassiek Filmmuziek Top 200 | Kung Fu Panda in de NPO Klassiek Filmmuziek Top 200 | Kung Fu Panda in de NPO Klassiek Filmmuziek Top 200 |
| Jaar                                                | 2024                                                | 2025                                                |
| --------------------------------------------------- | --------------------------------------------------- | --------------------------------------------------- |
| Positie                                             | 194                                                 | 198                                                 |